# Чупров, Иван Михайлович
Иван Михайлович Чупров (1924—1999) — советский передовик производства, слесарь-сборщик Красноярского машиностроительного завода имени В. И. Ленина Министерства общего машиностроения СССР. Герой Социалистического Труда (1971).

## Биография
Родился 1 сентября 1924 года в селе Устюг, Емельяновского района Красноярского края в крестьянской семье.
С марта 1942 года после окончания семилетней школы и фабрично-заводского обучения начал свою трудовую деятельность в период Великой Отечественной войны должности токаря Второго цеха Красноярского завода № 4 имени К. Е. Ворошилова Народного комиссариата вооружения СССР, изготавливал детали и сборочные образцы 37-мм зенитной установки 61-К а также зенитно-артиллерийские системы С-60 и С-68.
С 1945 года после окончания войны и до 1986 года работал токарем, слесарем, клепальщиком, термистом и слесарем-инструментальщиком на Красноярском машиностроительном заводе имени В. И. Ленина Министерства общего машиностроения СССР. И. М. Чупров будучи профессионалом с большой буквы освоил многие виды слесарных работ, был непосредственным участником изготовления и сборки деталей и узлов зенитно-артиллерийских систем — 61-К, 70-К, В-11 и В-47. И. М. Чупров внёс весомый личный вклад в освоение и производство жидкостной одноступенчатой баллистической ракеты средней дальности наземного базирования Р-14 и Р-14У (8К65У), двухступенчатой одноразовой ракеты-носителя космического назначения лёгкого класса Космос-3М (11К65 М) и баллистической ракеты подводных лодок РСМ-40. И. М. Чупров за свой высочайший профессионализм имел собственное клеймо и имел право выпускать продукцию за своим личным клеймом, так называемым знаком качества.
21 декабря 1970 года представлен на соискание звания Героя Социалистического Труда решением № 65 заседания бюро Красноярского крайкома КПСС. 26 апреля 1971 года «закрытым» Указом Президиума Верховного Совета СССР «за большие заслуги в выполнении пятилетнего плана по выпуску специальной продукции, внедрению новой техники и передовой технологии» Иван Михайлович Чупров был удостоен звания Героя Социалистического Труда с вручением Ордена Ленина и золотой медали «Серп и Молот».
В 1986 году вышел на заслуженный отдых, жил в городе Красноярске.
Скончался 7 января 1999 года в Красноярске, похоронен там же.

## Награды
- Медаль «Серп и Молот» (26.04.1971)
- Орден Ленина (26.04.1971)
- Медаль «За доблестный труд в Великой Отечественной войне 1941—1945 гг.»
- Медаль «За доблестный труд. В ознаменование 100-летия со дня рождения В. И. Ленина» (1970)